# 八正道

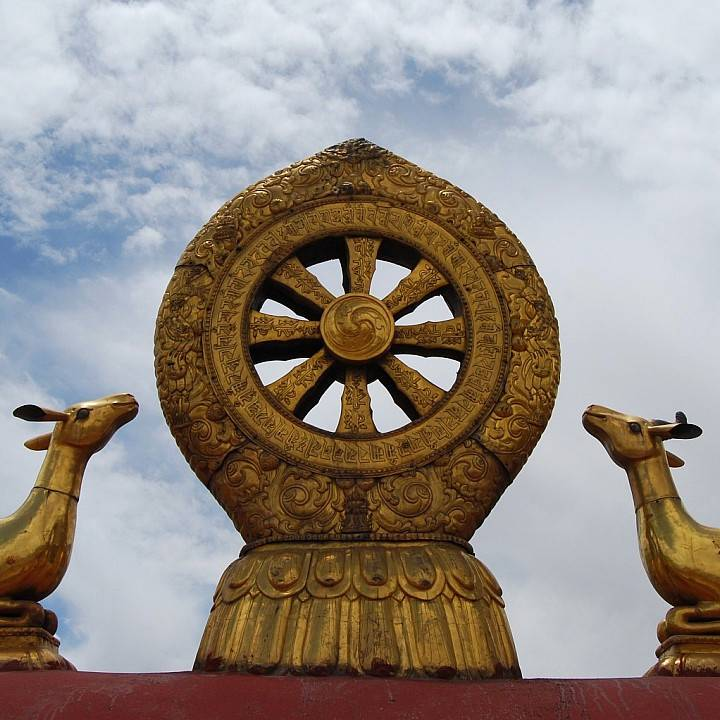
法輪は八正道のシンボルとされる

八正道（はっしょうどう、巴: ariya-aṭṭhaṅgika-magga, 梵: ārya-aṣṭāṅga-mārga ）は、仏教において涅槃に至るための8つの実践徳目である正見、正思惟、正語、正業、正命、正精進、正念、正定のこと。八聖道（八聖道分）、八支正道、もしくは八聖道支ともいう。「道(magga)」とは仏道、すなわち解脱への道のこと。
八正道は釈迦が最初の説法（初転法輪）において説いたとされる。四諦のうちでは道諦にあたり、釈迦の説いた中道の具体的内容ともされる。

## 分類
katamo ca bhikkhave, ariyo aṭṭhaṅgiko maggo, seyyathīdaṃ: sammādiṭṭhi sammāsaṅkappo sammāvācā sammākammanto sammāājīvo sammāvāyāmo sammāsati sammāsamādhi.
比丘たちよ、聖なる八正道とは何か。

八正道を示した法輪

それはすなわち、正見、正思、正語、正業、正命、正精進、正念、正定である。

八正道は三学として、以下の3種類に分類可能である
| 分類                       | 要素      |
| -------------------------- | --------- |
| 戒 (梵: śīla, 巴: sīla)    | 3. 正語   |
| 戒 (梵: śīla, 巴: sīla)    | 4. 正業   |
| 戒 (梵: śīla, 巴: sīla)    | 5. 正命   |
| 定 (梵/巴: samādhi)        | 6. 正精進 |
| 定 (梵/巴: samādhi)        | 7. 正念   |
| 定 (梵/巴: samādhi)        | 8. 正定   |
| 慧 (梵: prajñā, 巴: paññā) | 1. 正見   |
| 慧 (梵: prajñā, 巴: paññā) | 2. 正思惟 |

## 内容
Evameva kho bhikkhave, bhikkhu ariyaṃ aṭṭhaṅgikaṃ maggaṃ bhāvento ariyaṃ aṭṭhaṅgikaṃ maggaṃ bahulīkaronto nibbānaninno hoti, nibbānapoṇo nibbānapabbhāro. 
まさにそのように、比丘たちよ、八支聖道を修習し、八支聖道を多習する比丘は、涅槃へ向かい、涅槃へ傾き、涅槃へ傾倒する者となる。	
—パーリ仏典,  相応部道相応 133.第一海向経 Paṭhamasamuddaninnasuttaṃ, Sri Lanka Tripitaka Project

### 正見
正見（しょうけん, 巴: sammā‑diṭṭhi, 梵: samyag-dṛṣṭi）とは、仏道修行によって得られる仏の智慧であり、様々な正見があるが、根本となるのは四諦の真理などを正しく知ることである。

Katamā ca bhikkhave, sammādiṭṭhi? Yaṃ kho bhikkhave, dukkhe ñāṇaṃ dukkhasamudaye ñāṇaṃ dukkhanirodhe ñāṇaṃ dukkhanirodhagāminiyā paṭipadāya ñāṇaṃ, ayaṃ vuccati bhikkhave, sammādiṭṭhi.
比丘たちよ、正見とは何か。実に比丘たちよ、苦(ドゥッカ)についての智、

苦の集起についての智、苦の滅尽についての智、苦の滅尽に至る道についての智を正見とよぶ。

「正しく眼の無常を観察すべし。かくの如く観ずるをば是を正見と名く。正しく観ずるが故に厭を生じ、厭を生ずるが故に喜を離れ、貪を離る。喜と貪とを離るるが故に、我は心が正しく解脱すと説くなり」といわれるように、われわれが身心のいっさいについて無常の事実を知り、自分の心身を厭う思を起こし、心身のうえに起こす喜や貪の心を価値のないものと斥けることが「正見」である。このように現実を厭うことは、人間の普通の世俗的感覚を否定するものに見えるが、その世俗性の否定によって、結果として、真実の認識（如実知見）に至るための必要条件が達せられるのである。正見は「四諦の智」といわれる。
- 業自性正見（ごうじしょう-）[13]（巴: kammassakatā sammā‑diṭṭhi）[14] - 業を自己とする正見。
  - 生きとし生けるもの(衆生;巴: sattā)は、
    - 業（だけ）を自己の所有とする（巴: kammassakā）
    - 業（だけ）を相続する（巴: kammadāyādā）
    - 業（だけ）を（輪廻的生存の）起原、原因とする（巴: kammayonī）
    - 業（だけ）を親族とする（巴: kammabandhū）
    - 業（だけ）を依り所とする（巴: kammapaṭisaraṇā）

- 十事正見（巴: dasavatthuka-sammā-diṭṭhi）[14][15]

1. 布施の果報はある(巴: atthi dinnaṃ)
2. 大規模な献供に果報はある(巴: atthi yiṭṭhaṃ)
3. 小規模な献供に果報はある(巴: atthi hutaṃ)
4. 善悪の行為に果報がある(巴: atthi sukatadukkaṭānaṃ kammānaṃ phalaṃ vipāko)
5. （善悪の業の対象としての）母は存在する（母を敬う行為に良い結果があるなど）(巴: atthi mātā)
6. （善悪の業の対象としての）父は存在する（父を敬う行為に良い結果があるなど）(巴: atthi pitā)
7. 化生によって生まれる衆生は存在する(巴: atthi sattā opapātikā)
8. 現世は存在する(巴: atthi ayaṃ loko)
9. 来世は存在する(巴: atthi paro loko)
10. この世において、正しい道を歩み、正しく行じ、自らの智慧によって今世と他世を悟り、（それを他者に）説く沙門、バラモンは存在する。(巴: atthi loke samaṇabrāhmaṇā sammaggatā sammāpaṭipannā ye imañca lokaṃ parañca lokaṃ sayaṃ abhiññā sacchikatvā pavedenti)

- 四諦正見（巴: catusacca-sammā-diṭṭhi）[14][2]

1. 苦諦についての智慧（巴: dukkhe ñāṇaṃ）
2. 苦集諦についての智慧（巴: dukkha-samudaye ñāṇaṃ）
3. 苦滅諦についての智慧（巴: dukkha-nirodhe ñāṇaṃ）
4. 苦滅道諦についての智慧（巴: dukkha-nirodhagāminiyā paṭipadāya ñāṇaṃ）

この正見は、以下の七種の正道によって実現される。
八正道は全て正見に納まる。

### 正思惟
正思惟（しょうしゆい, 巴: sammā-saṅkappa,  梵: samyak-saṃkalpa）とは、正しく考え判断することであり、出離（離欲）を思惟し無瞋を思惟し、無害（アヒンサー）を思惟することである。逆に避けるべき思考は邪思惟（micchāsaṅkappo）である。

Katamo ca bhikkhave, sammāsaṅkappo: yo kho bhikkhave, nekkhammasaṅkappo avyāpādasaṃkappo, avihiṃsāsaṅkappo, ayaṃ vuccati bhikkhave, sammāsaṅkappo.
比丘たちよ、正思惟とは何か。出離、無瞋、無害を正思惟とよぶ。

- 出離思惟(巴: nekkhamma saṅkappa)
- 無瞋思惟(巴: abyāpāda saṅkappa)
- 無害思惟(巴: avihiṃsā saṅkappa), 害（ヴィヒンサー）の対義。

このうち出離とはパーリの原文ではnekkhamma（ネッカンマ）で、「世俗的なものから離れること」を意味する。財産、名誉、など俗世間で重要視されるものや、感覚器官による快楽を求める「五欲」など、人間の俗世間において渇望するものの否定である。これら３つを思惟することが正思惟である。

Katame ca thapati, akusalasaṅkappā: kāmasaṅkappo byāpādasaṅkappo vihiṃsāsaṅkappo,  ime vuccanti thapati akusalasaṅkappā 
棟梁（パンチャカンガ）よ、邪思惟とは何か。欲思惟、瞋思惟、害思惟。棟梁よ、これが邪思惟である。

- 欲思惟(巴: kāmasaṅkappo) - 自然な範囲を超えた欲[16]。
- 瞋思惟(巴: vyāpādasaṅkappo) - 憎しみ[16]。自己愛憤怒。
- 害思惟(巴: vihiṃsāsaṅkappo) - 怒り。自分にとって邪魔な相手を排除したいという攻撃心[16]。

### 正語
正語（しょうご, 巴: sammā-vācā, 梵: samyag-vāc）とは、妄語（嘘）を離れ、綺語（無駄話）を離れ、離間語（陰口,仲違いさせる言葉）を離れ、粗悪語（誹謗中傷,粗暴な言葉）を離れることである。

Katamā ca bhikkhave, sammāvācā: yā kho bhikkhave, musāvādā veramaṇī pisunāya vācāya veramaṇī pharusāya vācāya veramaṇī samphappalāpā veramaṇī ayaṃ vuccati bhikkhave, sammāvācā.
比丘たちよ、正語とは何か。妄語、離間語、粗悪語、綺語を避けることが正語と言われる。

### 正業
正業（しょうごう, 巴: sammā-kammanta, 梵: samyak-karmānta）とは、殺生を離れ、盗みを離れ、非梵行（性行為）を離れることをいう。五戒の不偸盗、不邪婬に対応する。この二つは正思惟されたものの実践である。

Katamo ca bhikkhave, sammākammanto: yā kho bhikkhave, pāṇātipātā veramaṇī adinnādānā veramaṇī abrahmacariyā veramaṇī, ayaṃ vuccati bhikkhave, sammākammanto.
比丘たちよ、正業とは何か。殺生、盗み、非梵行（性行為）を離れることを正業とよぶ。

### 正命
正命（しょうみょう, 巴: sammā-ājīva, 梵: samyag-ājīva）とは、殺生などに基づく、道徳に反する職業や仕事はせず、正当ななりわいを持って生活を営むことである。命（巴: ājīva）は単なる職業というよりも、生計としての生き方をさす。

Katamo ca bhikkhave, sammāājīvo: idha bhikkhave, ariyasāvako micchāājīvaṃ pahāya sammāājīvena jīvikaṃ kappeti, ayaṃ vuccati bhikkhave, sammāājīvo.
比丘たちよ、正命とは何か。聖なる弟子（ariyasāvako）らが、間違った生活を諦め、生計を正当なものにすること。これを正命とよぶ。

初期の聖典では、間違った生計を避け、遠ざかることだとしていた。この徳は「物乞いとして生きるが、すべてを頂戴するのではなく、必要以上のものを保有しない」ことだとティルマン・ヴェッターは述べている。

### 正精進
正精進（しょうしょうじん, 巴: sammā-vāyāma, 梵: samyag-vyāyāma）とは、四正勤（ししょうごん）、すなわち「すでに起こった不善を断ずる」「未来に起こる不善を起こらないようにする」「過去に生じた善の増長」「いまだ生じていない善を生じさせる」という四つの実践について努力することである。

Katamo ca bhikkhave, sammāvāyāmo: idha bhikkhave, bhikkhu anuppannānaṃ pāpakānaṃ akusalānaṃ dhammānaṃ anuppādāya chandaṃ janeti vāyamati viriyaṃ ārabhati cittaṃ paggaṇhāti padahati. 
Uppannānaṃ pāpakānaṃ akusalānaṃ dhammānaṃ pahānāya chandaṃ janeti vāyamati viriyaṃ ārabhati cittaṃ paggaṇhāti padahati.
Anuppannānaṃ kusalānaṃ dhammānaṃ uppādāya chandaṃ janeti vāyamati viriyaṃ ārabhati cittaṃ paggaṇhāti padahati. 
Uppannānaṃ kusalānaṃ dhammānaṃ ṭhitiyā asammosāya bhiyyobhāvāya vepullāya bhāvanāya pāripūriyā chandaṃ janeti vāyamati viriyaṃ ārabhati cittaṃ paggaṇhāti padahati, ayaṃ vuccati bhikkhave, sammāvāyāmo.
比丘たちよ、正精進とは何か。

未発生の不善(akusalānaṃ)は、これが生じないよう、比丘らは関心を持って努力し精進（ヴィーリャ）することである。

発生した不善は、これを解消するよう、比丘らは関心を持って努力し精進することである。

未発生の善は、これが生じるよう、比丘らは関心を持って努力し精進することである。

発生し成された善は、これが拡大するよう、比丘たちが関心を持って努力し精進することである。

比丘たちよ、これを正精進と呼ぶ。

### 正念
正念（しょうねん, 巴: sammā-sati, 梵: samyak-smṛti）とは、四念処（身、受、心、法）に注意を向けて、常に今現在の内外の状況に気づいた状態（マインドフルネス）でいることが「正念」である。

Katamā ca bhikkhave, sammāsati: idha bhikkhave, 

bhikkhu kāye kāyānupassī viharati ātāpī sampajāno satimā vineyya loke abhijjhādomanassaṃ,

vedanāsu vedanānupassī viharati ātāpī sampajāno satimā vineyya loke abhijjhādomanassaṃ,

citte cittānupassī viharati ātāpī sampajāno satimā vineyya loke abhijjhādomanassaṃ, 

dhammesu dhammānupassī viharati ātāpī sampajāno satimā vineyya loke abhijjhādomanassaṃ. 

Ayaṃ vuccati bhikkhave, sammāsati.
比丘たちよ、正念とは何か。

比丘たちが、身（kāye）について、身を観つづけ、正知をそなえ、気づき（サティ）をそなえ、世における貪欲と憂いを除いて住む。

受（ヴェダナー）について、受を観つづけ、正知をそなえ、気づきをそなえ、世における貪欲と憂いを除いて住む。

心（チッタ）について、心を観つづけ、正知をそなえ、気づきをそなえ、世における貪欲と憂いを除いて住む。

法（ダルマ）について、法を観つづけ、正知をそなえ、気づきをそなえ、世における貪欲と憂いを除いて住む。

比丘たちよ、これを正念と呼ぶ。

### 正定
正定（しょうじょう, 巴: sammā-samādhi, 梵: samyak-samādhi）とは、正しい集中力（サマーディ）を完成することである。この「正定」と「正念」によってはじめて、「正見」が得られるのである。

Katamo ca bhikkhave, sammāsamādhi: idha bhikkhave,

bhikkhu vivicceva kāmehi vivicca akusalehi dhammehi savitakkaṃ savicāraṃ vivekajaṃ pītisukhaṃ paṭhamaṃ jhānaṃ upasampajja viharati.

Vitakkavicārānaṃ vūpasamā ajjhattaṃ sampasādanaṃ cetaso ekodibhāvaṃ avitakkaṃ avicāraṃ samādhijaṃ pītisukhaṃ dutiyaṃ jhānaṃ upasampajja viharati. 

Pītiyā ca virāgā upekhako ca viharati, sato ca sampajāno sukhañca kāyena paṭisaṃvedeti. Yantaṃ ariyā ācikkhanti upekhako satimā sukhavihārīti taṃ tatiyaṃ jhānaṃ upasampajja viharati. 

Sukhassa ca pahānā dukkhassa ca pahānā pubbeva somanassadomanassānaṃ atthagamā adukkhaṃ asukhaṃ upekhāsatipārisuddhiṃ catutthaṃ jhānaṃ upasampajja viharati. 

Ayaṃ vuccati bhikkhave, sammāsamādhīti. 
比丘たちよ、正定とは何か。

比丘たちが、諸欲から離れ、不善の諸法から離れ、有尋（vitakka）・有伺（vicāra）にして、遠離より生じた喜悦（piti）と楽ある初禅を達して住む。

尋伺が寂止したために、内なる清浄あり、心の一境性あり、無尋・無伺にして、三昧（サマーディ）より生じた喜と楽ある第二禅を達して住む。
 
喜悦から離れたために捨（ウペッカー）が起こり、正念正知にして、身に楽を感受し、諸の聖者が『これ捨にして、正念ある楽住なり』と述べた、第三禅を達して住む。

楽を捨離し、苦を捨離し、すでに喜悦と憂いを滅して不苦不楽となり、捨により念（サティ）が清浄となった、第四禅を達して住む。
  
比丘たちよ、これを正定という。

## 仏教学者の見解
並川孝儀は、八正道を釈迦の死後に成立した教説であると主張している。